# Phare de Castle Point
Le phare de Castle Point est un phare situé dans la localité de Castlepoint, au nord de Wellington, dans la région de Wellington (île du Nord), en Nouvelle-Zélande.

## Histoire
Le phare, mis en service le 12 janvier 1913, était à l’origine alimenté à l'huile. Il émettait un triple flash toutes les 45 secondes pouvant être vu jusqu'à 35 kilomètres. En 1954, la lampe à huile a été remplacée par une lampe électrique alimentée par un groupe électrogène diesel local. Celle-ci a ensuite été remplacée par une connexion au réseau électrique en 1961.
La plage de Castlepoint, à proximité, est très appréciée des vacanciers. Le phare lui-même est devenu une attraction touristique prisée du fait de son surnom "The Holiday Light".
Le phare a été entièrement automatisé en 1988 et les gardiens ont été retirés. Il est maintenant surveillé et géré depuis une salle de contrôle de la Maritime New Zealand (en) à Wellington.

## Description
Ce phare  est une tour cylindrique en fonte, avec une galerie et lanterne de 23 m de haut. Le phare est peint en blanc et le dôme de la lanterne est noire. Il émet, à une hauteur focale de 52 m, trois brefs éclats blancs de 0.3 seconde par période de 30 secondes. Sa portée est de 26 milles nautiques (environ 48 km).
Identifiant : ARLHS : NZL-016 - Amirauté : K3994 - NGA : 4572.

## Caractéristique dufeu maritime
Fréquence : 30 secondes (W-W-W)
- Lumière : 0.3 seconde
- Obscurité : 2 secondes
- Lumière : 0.3 seconde
- Obscurité : 2 secondes
- Lumière : 0.3 seconde
- Obscurité : 25.1 secondes

|              |
| Castle Point |

|          |
| Le phare |

|          |
| Le phare |

### Lien connexe
- Liste des phares de Nouvelle-Zélande